# Casa Miró
A Casa Miró (também conhecida como sobrado Manoel Miró) é uma residência histórica localizada no centro da cidade de Curitiba, capital do Estado do Paraná. Situada na Rua Comendador Araújo n° 268 é, atualmente, o hall de entrada de um shopping comercial.
A residência já abrigou importantes instituições entre as décadas de 1910 e 1920, como a primeira sede da Universidade do Paraná (atual UFPR) e a primeira maternidade do estado.

## História
Residência do ervateiro e político comendador Manuel Miró entre o final do século XIX e início do século XX, em dezembro de 1912 o local foi alugado para a Universidade do Paraná (primeira universidade do estado, atual UFPR) para constituir a administração e as salas de aula. As aulas da Universidade iniciaram-se em março de 1913 sendo ministrada por Mário e Plínio Tourinho, Daltro Filho, Bezerril, Baeta de Faria, Teófilo Duarte, entre outros.
A universidade ficou neste local até 10 de junho de 1914, quando a sede foi transferida para um prédio próprio, construído na Praça Santos Andrade.
Em 2 de agosto de 1914, a Casa Miró teria novo inquilino; a "Maternidade Paraná", primeiro hospital especializado para gestante e recém-nascidos do estado e hospital escola para alunos de obstetrícia da Universidade do Paraná. A maternidade era, nesta época, dirigido por Victor Ferreira. Ali ficou até o final da década de 1920, quando a maternidade seria transferido para sua sede própria e rebatizada como "Maternidade Victor Ferreira do Amaral" (atual Hospital e Maternidade Victor Ferreira do Amaral).
Em 1987, a casa transformou-se num dos hall de entrada do Omar Shopping e na construção do empreendimento, foram mantidas a fachada original.

## Imagens da Casa Miró
| Casa Miró em 1910. | Aspectos da Casa Miró em janeiro de 2010 – Um século de diferença separam esta foto com a foto ao lado. | Placa de bronze indicando a importância histórica da Casa Miró(foto - jan. 2010). |
| ------------------ | --- | --------------------------------------------------------------------------------- |
|                    | |                                                                                   |